# Adinandra anisobasis
Adinandra anisobasis är en tvåhjärtbladig växtart som beskrevs av Clarence Emmeren Kobuski. Adinandra anisobasis ingår i släktet Adinandra och familjen Pentaphylacaceae. Inga underarter finns listade i Catalogue of Life.